# Özlem Tekin
Özlem Tekin, née le 18 novembre 1971, est une chanteuse, actrice et animatrice de télévision turque. Multi-instrumentiste, elle est notamment à l'origine du premier album entièrement électronique enregistré en Turquie. Son style musical évolue tout au long de sa carrière, en passant par le hard rock, la pop, ou encore la house. Figure féminine de la musique populaire turque, elle intègre dans ses albums des éléments de musique folklorique de son pays.

## Biographie
Özlem Tekin joue dans Volvox, premier groupe de hard rock entièrement féminin en Turquie.
Les productions musicales d'Özlem Tekin sont le résultat de son expérience personnelle en tant que femme. Il s'agit d'un aspect très important de sa musique, qui lui permet de donner, selon elle, l'énergie nécessaire à leur interprétation. Elle se voit et se chante en tant que femme forte, « capable d'utiliser une perceuse » (dans son titre Dağları Deldim (J'ai percé les montagnes). La montagne est une métaphore des difficultés et des inégalités rencontrées par les femmes tout au long de leur vie). Bien que s'étant essayée à de nombreux genres musicaux différents, tous ses albums abordent des thématiques du quotidien sous le prisme du féminisme. En mettant en évidence son caractère et sa forte personnalité, elle incite les femmes à ne pas rester passives face aux difficultés de la vie. Ayant réussi à bâtir une carrière autour de la musique et du cinéma, Özlem Tekin, s'est érigée en tant que modèle à suivre pour de nombreuses jeunes femmes dans son pays.

## Discographie

### Kargalar
Label : Ateş Müzik, 2013.
Titres :
1. Kargalar
2. Asker
3. Kiyamet
4. Ay
5. Sebepsiz Savaş
6. Dünyam
7. Tarlalar
8. Kargalar Remix
9. Dünyam Remix
10. Asker Remix

### Bana Bi'şey Olmaz
Label : Sony Music (2010).
Titres :
1. Bana Bi'şey Olmaz
2. Kimse Bilmez
3. Yatağım Boş
4. Şikayetim Var
5. Sen Anla
6. Yüzde Seksen
7. Erkekliğime Ver
8. Vur Beni
9. Aslan Yarim
10. Sil Baştan
11. Kimse Bilmez (Acoustic)

### 109876543210
Label : Istanbul Plak (2005).
Titres:
1. Değmez
2. Gezegen X
3. Cinayet
4. Belki
5. Dene
6. Kaf Dağı
7. Aşk Yangın
8. A) Şık
9. Aşinayım Firara
10. Adımı Söyle

### Tek Başıma
Label : Istanbul Plak (2002).
Titres :
1. Kimbilir
2. Dağları Deldim
3. Hep Yek
4. Oof
5. Kırıldım
6. Deli Gibi
7. Onun İçin
8. Aşka Dair
9. İki Adım
10. Daa

### Laubali
Label : Istanbul Plak (1999).
Titres :
1. Laubali
2. Vurma
3. Biri Var
4. Biberi Bol
5. Bu Kalp
6. Kumdan Kaleler
7. Yazmamışlar
8. Ve Olamadı Aşk
9. Sorma
10. Beni Yakan Aşkın
11. Bir yaz Günü

### Öz
Label : Istanbul Plak (1998).
Titres :
1. Bahar
2. Öz
3. Yol
4. Saat
5. Paparazzi
6. Tarlalar
7. Duvar
8. Dünya
9. Çok
10. Hiç

### Kime Ne
Label :  Peker Müzik (1996).
Titres :
1. Aşk Her Şeyi Affeder mi
2. Sebepsiz Savaş
3. Duvaksız Gelin
4. Yar Bana Varmadı
5. Kime Ne
6. Herkes Şanslı Doğmuyor
7. Niye Bana Bu Ceza
8. Adresler Karıştı
9. Var mı Yan Bakan
10. Gel Bu Yaz

## Filmographie

### Films
- O Simdi Asker, 2003.
- Le saltimbanque, 2006[6].

- Mavi Pansiyon, 2011[6].

- Kaledeki Yalnizlik, 2011[6].

- Sonsuz Bir Ask, 2015.

### Séries télévisées
- Karaoglan, 2002[6].
- Sil bastan, 2004[6].
- Biçak sirti, 2005.
- Maçolar, 2006[6].
- Fesupanallah, 2007[6].
- Bizim Yenge, 2011.
- Acayip hikayeler, 2012[6].

### Comédie musicale
- Mucizeler komedisi, 2004[7].

### Pièce de théâtre
- Who is it ?", 2007.